# Look to the Sky
Look to the Sky è il secondo album discografico da solista del musicista statunitense James Iha, cofondatore degli Smashing Pumpkins. Il disco è uscito nel marzo 2012 in Giappone e nel settembre dello stesso anno negli Stati Uniti.

## Tracce
Edizione internazionale
1. Make Believe – 2:43
2. To Who Knows Where – 4:18
3. Gemini – 3:53
4. Speed of Love – 3:44
5. Till Next Tuesday – 3:14
6. Summer Days – 4:55
7. Appetite – 4:11
8. Dream Tonight – 3:53
9. New Year's Day – 3:38
10. Waves – 3:38
11. A String of Words – 3:56

Bonus track
1. 4th of July – 3:40
2. Dark Star – 4:55

## Formazione
- James Iha - voce, chitarre, basso, piano, synth, glockenspiel, altri strumenti
- Nathan Larson - chitarra, basso, synth, effetti
- Kevin March - batteria
- Tom Verlaine - chitarre
- Sara Quin - voce
- Josh Lattanzi - chitarre, voce
- Nina Persson - voce
- Nick Zinner - chitarra
- Adam Schlesinger - basso
- Karen O - voce
- Mike Garson - piano
- Niclas Frisk - chitarre
- Andrea Mattsson - voce, archi
- Arjun Agerwala - voce
- Jon Graboff - pedal steel
- Geoff Sanoff - basso
- Alexis Fleisig - batteria
- Neal Casal - voce
- Kelly Pratt, Jon Natchez - corni
- Maxim Moston - violini
- Julia Kent - violoncello
- Tim Byrnes - tromba
- Pete Remm - piano, hammond